# Safir (bier)
Safir is een voormalig Belgisch pilsbier van brouwerij AB InBev.
Het merk werd in 1939 geïntroduceerd door de Brouwerij De Gheest uit Aalst. Het biermerk werd vooral na de Tweede Wereldoorlog het belangrijkste product van die brouwerij, die informeel bekend raakte als Brouwerij Safir.
In 1979 werd Brouwerij De Gheest overgenomen door Brouwerij Artois. In 1988 verhuisde de productie naar Leuven, onder de belofte dat het merk zou blijven bestaan.
Het bier kende tot een aantal jaren geleden in Aalst een trouwe aanhang. Nochtans kwam het al een tijd niet meer voor in de officiële merkenlijst van AB InBev. De laatste jaren verving Jupiler steeds meer het Safiraanbod in Aalst.
Bij de aanloop van Carnaval Aalst in 2009 ontstond nog enige beroering omdat InBev geen gratis bakken Safir meer uitdeelde aan de carnavalverenigingen, maar wel Jupiler. Bovendien schakelden de Aalsterse cafés voor hun tapbier meer en meer over op Jupiler. Het laatste café waar nog Safir werd geschonken, Den Biekorf, sloot in oktober 2013 de deuren.
Begin december 2013 werd bekend dat Inbev de productie van Safir stopzet. In november 2018 kwam het biermerk tijdelijk terug op de markt en dit tot en met 1 april 2019.